# Summer Spark Festival
Summer Spark Festival je enodnevni elektronsko glasbeni dogodek, ki poteka prvi petek v avgustu v Budanjah. Gre za dogodek z elektronsko glasbo, ki se je prvič odvil leta 2015. Do leta 2019 je potekal v Športnem parku Budanje, leta 2020 je zaradi koronavirusa potekal v spletni obliki, leta 2021 pa se dogodek zaradi koronavirusa ni priredil.
Festival je skozi leta rasel in od prvotnih nekaj sto obiskovalcev, v letu 2019 podrl rekord obiskanosti, ko se je dogodka udeležilo 1500 ljudi. Na festivalu so nastopali DJ-ji tako iz Slovenije, kot iz tujine, med najbolj zvenečimi imeni pa lahko naštejemo naslednje: Plastik Funk, Matroda, Clay Clemens, Tea Vuckovic, Kosta Radman, Nomra in drugi.